# Liste der Kulturdenkmäler in Scheuern
In der Liste der Kulturdenkmäler in Scheuern sind alle Kulturdenkmäler der rheinland-pfälzischen Ortsgemeinde Scheuern aufgeführt. Grundlage ist die Denkmalliste des Landes Rheinland-Pfalz (Stand: 27. Juni 2022).

## Einzeldenkmäler
| Bezeichnung | Lage                                   | Baujahr                | Beschreibung | Bild                           |
| ----------- | -------------------------------------- | ---------------------- | --- | ------------------------------ |
| Wegekreuz   | Dorfstraße, bei Nr. 7 Lage             | 1810                   | Schaftkreuz, bezeichnet 1810 | weitere Bilder Fotos hochladen |
| Wegekreuze  | östlich des Ortes Lage                 | frühes 17. Jahrhundert | Torso eines Schaft- oder Nischenkreuzes, frühes 17. Jahrhundert, teilweise jünger, etwa gleichzeitiges Steinkreuz anderer Herkunft | BW                             |
| Wegekreuz   | südwestlich des Ortes an der K 50 Lage | 1812                   | nachbarockes Schaftkreuz, bezeichnet 1812                                                                                          | weitere Bilder Fotos hochladen |